# 좋아해도 싫어하는
《좋아해도 싫어하는》(일본어: 好きでも嫌いなあまのじゃく 스키데모 기라이나 아마노자쿠[*])은 일본의 애니메이션 영화다. 제작은 《울고 싶은 나는 고양이 가면을 쓴다》 등을 맡은 스튜디오 콜로리도가 맡았다. 2024년 5월 24일에 넷플릭스에서 공개되었다.

## 줄거리
고등학교 1학년인 야츠세 히이라기는, 남에게 미움받지 않고 주위와 잘 지내고 싶다는 생각 때문에, 부탁을 거절할 수 없는 성격이었지만, 무엇을 해도 잘 되지 않고, 절친이라고 부를 상대도 없었다. 계절을 벗어난 눈이 내린 여름의 어느 날, 인간의 세계에 어머니를 찾으러 온 오니의 소녀 츠무기를 만난다. 히이라기와 정반대의 성격으로, 주위의 시선을 신경 쓰지 않는 츠무기는, 히이라기를 여행의 동행으로 삼는다.

## 등장인물
야츠세 히이라기(八ツ瀬柊)
성우 - 오노 켄쇼
본작의 주인공. 야마가타현에 사는 고등학교 1학년. 기약하고 수줍음이 많은 성격으로 사람들에게 미움을 받는 것을 두려워하고 있어, 부탁을 받으면 거절할 수 없지만, 그것을 이용당하거나 실패하기만 해서 손해를 본다.
츠무기(ツムギ)
성우 - 토미타 미유
본작의 히로인으로 키 퍼슨. 인간의 세계에 어머니를 찾으러 온, 오니의 소녀. 사물을 명확하게 말하는 천진난만한 성격. '맛있다'가 입버릇.
시온(しおん)
성우 - 히다카 노리코
츠무기의 어머니. 츠무기가 3살 때 갑자기 자취를 감춘다.
이즈루(いずる)
성우 - 미카미 사토시
츠무기의 아버지. 인간의 세계에 츠무기를 찾으러 온다. 행방을 알 수 없는 츠무기의 어머니의 비밀을 알고 있는 모양.
야츠세 미키오(八ツ瀬幹雄)
성우 - 타나카 미오
히이라기의 아버지.
고젠(御前)
성우 - 쿄다 히사코
은의 마을의 장. 떡이 좋아하는 음식이라고 생각된다.
타카하시 류지(高橋竜二)
성우 - 아사누마 신타로
히아라기와 츠무기가 여행 도중에 만나는 사람들 중 한 명.
타카하시 미오(高橋澪)
성우 - 아마네 아야
히아라기와 츠무기가 여행 도중에 만나는 사람들 중 한 명.
야마시타 시마코(山下志麻子)
성우 - 시오타 토모코
'료칸 호주'(旅館 宝寿)의 여주인.
야마시타 나오야(山下直也)
성우 - 사이토 시로
'료칸 호주'(旅館 宝寿)의 남편.
야츠세 미쿠리(八ツ瀬みくり)
성우 - 유키노 사츠키
히이라기의 어머니.
야츠세 카에데(八ツ瀬楓)
성우 - 칸베 미츠호
히이라기의 여동생.

## 스태프
- 감독 - 시바야마 토모타카
- 각본 - 카키하라 유코, 시바야마 토모타카
- 캐릭터 디자인 - 요코타 마사후미
- 캐릭터 디자인 보좌 - 치카오카 스나오
- 색채 설계 - 타나카 미호
- 미술 감독 - 이나바 쿠니히코
- CG 디렉터 - 사이토 츠카사
- 촬영 감독 - 마치다 케이
- 편집 - 키나미 료타
- 음악 - 쿠보타 미나
- 음향 감독 - 키무라 에리코
- 배급 - 트윈 엔진, 기글리 박스
- 애니메이션 제작 - 스튜디오 콜로리도